# Sant Pere de Ribes
Sant Pere de Ribes, o Ribes, és un municipi de la comarca del Garraf. Té una extensió de 40,71 km². Limita al nord amb els termes de Canyelles i d'Olivella; a l'est, també amb el d'Olivella; al sud, amb el de Sitges i la petita franja de la Mediterrània; i a l'oest, amb el municipi de Vilanova i la Geltrú. Dels 26 km de costa que té la comarca, una petita part de 658 m corresponen a Sant Pere de Ribes.

## Geografia
- Llista de topònims de Sant Pere de Ribes (Orografia: muntanyes, serres, collades, indrets..; hidrografia: rius, fonts...; edificis: cases, masies, esglésies, etc).

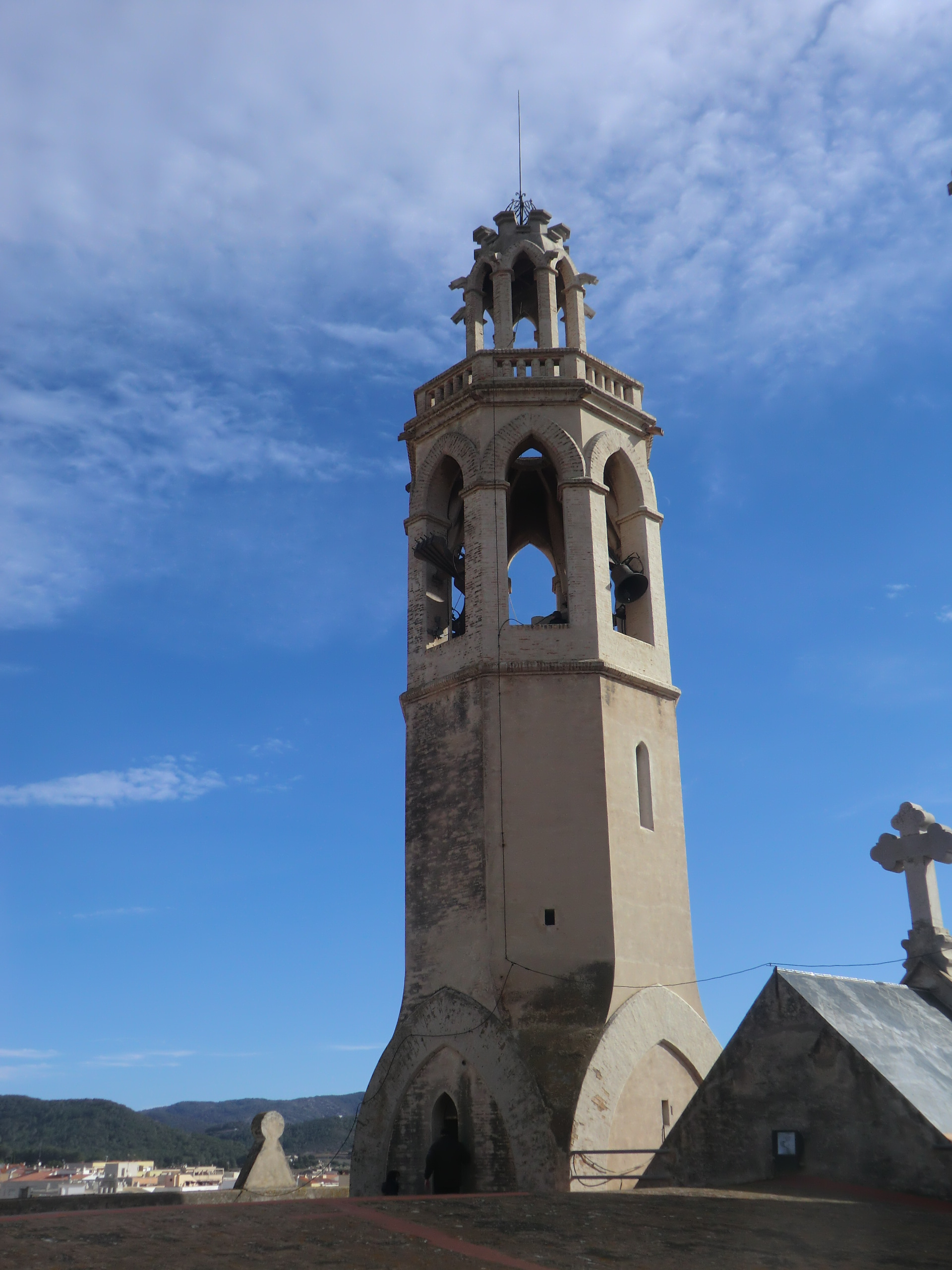
Campanar de l'església de Sant Pere de Ribes.

### Termes municipals limítrofs
Termes municipals limítrofs:
| Canyelles            |  | Olivella |
| Vilanova i la Geltrú |  |          |
| Mar Mediterrània     |  | Sitges   |

### Relleu
Sant Pere de Ribes és a la part meridional del massís del Garraf, que a la vegada representa l'extrem sud de la Serralada Litoral, en una zona on el relleu se suavitza i forma una depressió de sediments quaternaris, amb una sèrie de pujols i elevacions que configuren el paisatge: el Pedrell (75 m), el puig de les Prubelles (168 m), la penya del Bisbe (200 m), el pujol de les Codines (206 m), el Fons de l'Infern (211 m), la Savina (215 m), el puig de la Llebreta (238 m), el pla de Jorba (250 m), el puig dels Sumidors (285 m), la penya Riscla (308 m) i el Montgròs (elevació màxima del terme municipal amb 359,2 m), situat al nord-oest, el qual fa de línia divisòria amb Canyelles.
El terreny del terme de Sant Pere de Ribes és bàsicament argilós, format per la descomposició de les roques calcàries dels pujols de la rodalia, sobretot del Montgròs. La riera de Ribes ha anat excavant aquest terreny argilós i ha format les anomenades timbes, entre les quals destaquen les de Sant Pau, can Fontanals, can Coll, can Quadres de la Timba, ca l'Escolà i el Ralet.
A la zona de ponent, entre el nucli de Sota-Ribes i la masia de can Climent, hi ha sorra del Miocè, anomenada sauló, una de les riqueses naturals del municipi, que s'utilitza per a la fabricació de vidre, ceràmica, ciment i foneria en general, entre altres aplicacions.

### Rieres i torrents
Els cursos d'aigua que recorren el municipi no porten aigua de manera permanent, sinó que depenen del règim de pluges característic de la Mediterrània.
Pel terme municipal transcorre la riera de Ribes, formada per la confluència de diversos torrents i rieres, entre les més destacades la riera de Vilafranca, que és el tram superior de la riera de Ribes, o sigui, des del seu naixement a les Cabanyes fins a arribar a Sant Pere de Ribes; la riera de Begues, que té el seu origen a la població de Begues i rep bona part de les aigües del massís del Garraf; la riera de Jafre, que rep també bona part de les aigües del massís del Garraf; el torrent de l'Espluga, que rep les aigües procedents del Montgròs, màxima elevació del municipi.
Al límit dels termes de Sant Pere de Ribes, Canyelles i Vilanova i la Geltrú, neix el torrent de la Piera que, abans de desembocar a la platja de Sant Cristòfol de Vilanova i la Geltrú rep, entre d'altres, les aigües del torrent de la Terrosa, que al seu torn recull les de Solers, Xoriguera i la Serra.

### Clima

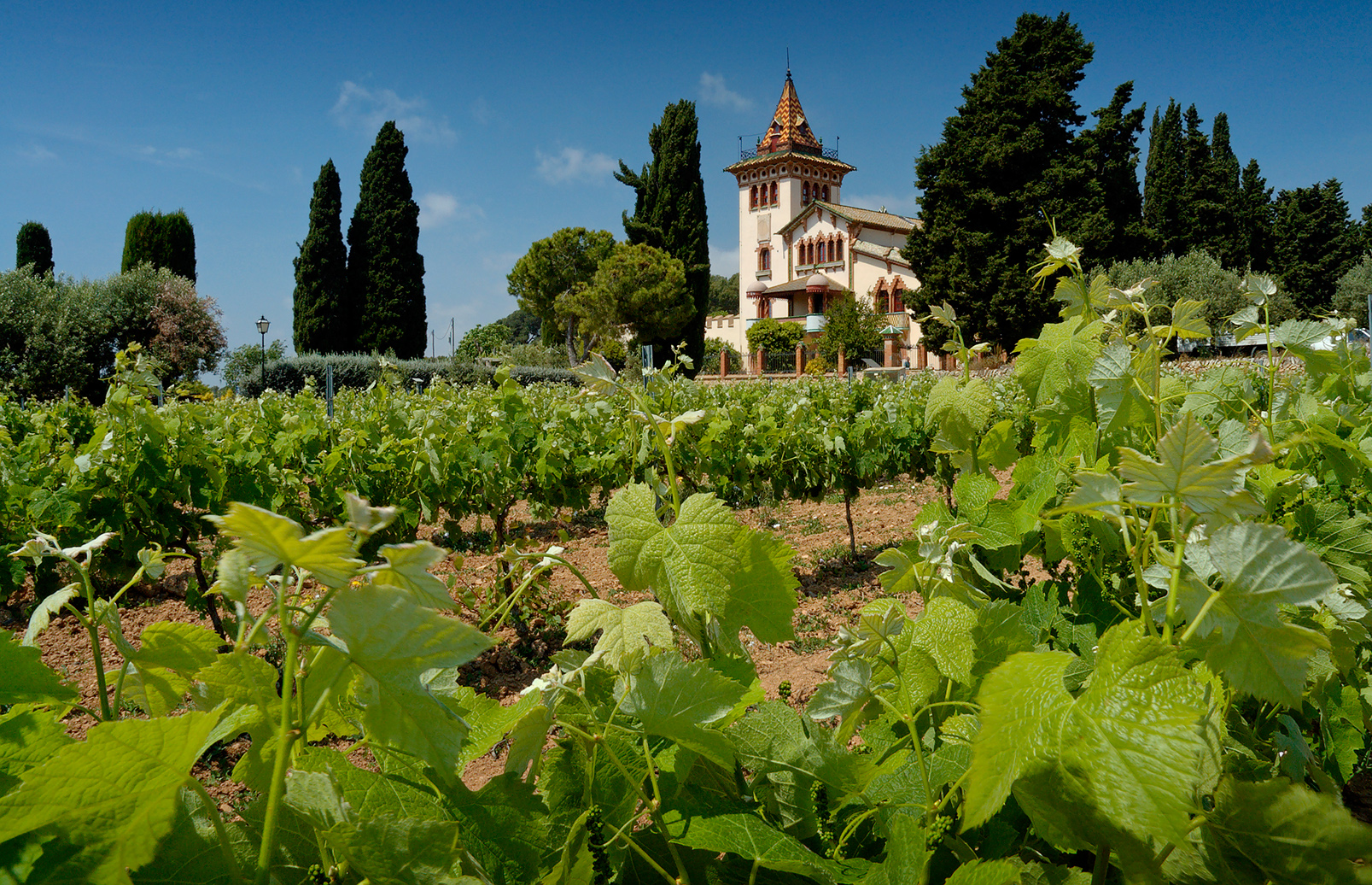
Finca Clos la Plana, amb vinyes d'Ull de llebre en primer terme.

La comarca del Garraf pertany a la zona del clima mediterrani litoral. Aquest clima es caracteritza pels estius secs i càlids, i els hiverns humits i temperats. És un clima suau, en el qual influeixen dos factors molt importants: el mar, que suavitza les temperatures, i les muntanyes del massís, que aïllen la zona de la influència de les temperatures més baixes i fredes de l'interior.
El fet que els estius siguin secs és característic d'aquest clima i és degut a la presència, en aquesta època de l'any, d'altes pressions subtropicals. Les pluges es concentren, normalment, en els mesos de primavera i tardor. La mitjana anual de la comarca és de 533 l/m² i els dies de pluja són aproximadament uns 70. Aquestes pluges sovint són torrencials i ocasionalment provoquen riuades. Encara que els estius acostumen a ser secs, són característiques d'aquest clima les tempestes sobtades d'estiu, molt violentes i, a vegades, acompanyades de pedregades, llamps i trons.
El vents predominants a la zona són el migjorn (S) i el garbí (SW), que són vents de mar, amb una important concentració d'humitat, encara que també bufen vents de terra com el mestral (NW). L'alternança d'aquests vents eviten que s'acumulin substàncies contaminants a l'ambient.

### Demografia
| Entitat de població     | Habitants (2024) |
| Sant Pere de Ribes      | 13.118           |
| les Roquetes del Garraf | 12.641           |
| el Mas d'en Serra       | 1.296            |
| Vallpineda              | 1.263            |
| Mas Alba                | 610              |
| Rocamar                 | 557              |
| els Colls               | 494              |
| Can Pere de la Plana    | 475              |
| Can Lloses - Can Marcer | 475              |
| els Cards               | 324              |
| Can Macià               | 244              |
| Puigmoltó               | 175              |
| els Vinyals             | 132              |
| el Mas Perers           | 79               |
| les Torres              | 55               |
| Vilanoveta              | 33               |
| Torre del Veguer        | 18               |
| els Garrofers           | 17               |
| Font: Idescat           |                  |

| 1497 f | 1515 f | 1553 f | 1717 | 1787  | 1857  | 1877  | 1887  | 1900  | 1910  |
| ------ | ------ | ------ | ---- | ----- | ----- | ----- | ----- | ----- | ----- |
| -      | -      | 43     | 907  | 2.063 | 2.310 | 1.941 | 2.129 | 2.081 | 1.945 |

| 1920  | 1930  | 1940  | 1950  | 1960  | 1970  | 1981   | 1990   | 1992   | 1994   |
| ----- | ----- | ----- | ----- | ----- | ----- | ------ | ------ | ------ | ------ |
| 2.067 | 2.015 | 1.913 | 2.048 | 2.282 | 5.291 | 10.557 | 13.991 | 14.157 | 14.157 |

| 1996   | 1998   | 2000   | 2002   | 2004   | 2006   | 2008   | 2010   | 2012   | 2014   |
| ------ | ------ | ------ | ------ | ------ | ------ | ------ | ------ | ------ | ------ |
| 18.695 | 20.213 | 21.976 | 23.823 | 25.280 | 26.859 | 28.066 | 28.399 | 29.149 | 29.339 |

| 2016   | 2018   | 2020   | 2022   | 2024   | 2026 | 2028 | 2030 | 2032 | 2034 |
| ------ | ------ | ------ | ------ | ------ | ---- | ---- | ---- | ---- | ---- |
| 29.842 | 31.923 | 31.111 | 31.688 | 32.121 | -    | -    | -    | -    | -    |

El gran creixement demogràfic de Sant Pere de Ribes es donà a partir dels anys 1950 per la forta immigració d'aquella època al litoral central de Catalunya, majoritàriament proletariat no qualificat de l'Espanya meridional. La conseqüència més visible en fou la creació d'un nou nucli de població: les Roquetes. En aquells moments fou destacable l'arribada de murcians a Ribes. L'any 1978 els habitants de les Roquetes ja eren més de la meitat de la població del municipi.
L'any 1995 Ribes tenia 18.538 habitants, que augmentaren fins a 21.439 hab. el 1998 i que van arribar, a principis del 2001, a 23.256 hab. La població ha continuat en augment els darrers anys, fins a arribar a creuar els 30.000 l'any 2017. Actualment (2023), el nombre d'habitants és de 31.688.
| 1553 | 1787  | 1887  | 1900  | 1920  | 1950  | 1970  | 2010   | 2024   |
| 43   | 2.063 | 2.129 | 2.081 | 2.067 | 2.048 | 5.291 | 28.399 | 32.121 |

## Política
| Candidatura | Candidatura                                                | Cap de llista              | Vots           | Regidors | % vots |
| ----------- | ---------------------------------------------------------- | -------------------------- | -------------- | -------- | ------ |
|             | PSC-CP                                                     | Abigail Garrido            | 6.278          | 12       | 48%    |
|             | Construïm (CONSTRUÏM)                                      | Esther Rodriguez Maldonado | 2.974          | 5        | 22,74% |
|             | Esquerra Republicana de Catalunya-Acord Municipal (ERC-AM) | Xavier Pascual             | 1.344          | 2        | 10,28% |
|             | Fem Poble-En Comú Podem-En Comú Guanyem (FP-ECG)           | Alejandro Conde            | 826            | 1        | 6,32%  |
|             | Ciutadans-Partido de la Ciudadanía (Cs)                    | Óscar León Jurado          | 795            | 1        | 6,08%  |
|             | Junts per Catalunya - Junts (JxCAT-JUNTS)                  | Josep Maria Valle Romero   | 408            | 0        | 3,12%  |
|             | Partit Popular (PP)                                        | Jose Asín Fernández        | 360            | 0        | 2,75%  |
|             | Solucions-El Partit de Tots (SOLUCIONS-PDeTOTS)            | Maria Jesus Mari Peña      | 32             | 0        | 0,24%  |
|             | Vot en blanc                                               |                            | 62             |          | 0,47%  |
| Total       | Total                                                      | 10.827 votants             | 10.827 votants | 21       |        |

Del 1917 al 1920 hi hagué al govern municipal majoria absoluta de la Lliga Regionalista, però en els anys següents els regidors de partits d'esquerres hi van anar augmentant la representació fins que l'any 1922 va obtenir la batllia Josep Ricart i Rovira, qui fou el primer batlle republicà i d'esquerres del poble.
Les eleccions municipals del 13 d'abril de 1931 van donar la victòria a la Societat d'Agricultors Obrers, propera a Esquerra Republicana de Catalunya, amb més de la meitat dels vots. Durant la Segona República Espanyola les candidatures d'esquerra es reunien al Local, mentre que les de dreta ho feien al Casino. Les tropes franquistes van entrar a Sant Pere de Ribes al final de la Guerra d'Espanya (1936 - 1939) com a vencedores el 23 de gener de 1939.
Les primeres eleccions municipals després del franquisme, el 1987, donaren com a guanyadora la candidatura UM9, encapçalada per Xavier Garriga i Cuadras, amb majoria absoluta. El 1991 va empatar amb el PSC en nombre de regidors, però com que aquests havien rebut més vots, Josep Antoni Blanco Abad fou elegit batlle. Al cap de quatre anys tornen a empatar, però aquest cop UM9 té més vots i Xavier Garriga torna a ser elegit batlle. Quatre anys més tard el panorama polític torna a canviar, quan el PSC aconsegueix una majoria absoluta revalidada el 2003 amb Blanco com a cap de llista. El 2007 no aconsegueixen majoria absoluta i es veuen obligats a pactar, primer amb ICV i més tard també amb ERC.
Després de les eleccions municipals de 2011, Josep Antoni Blanco Abad renovà el càrrec de batlle de Sant Pere de Ribes, aquest cop sense el suport d'ICV al ple d'investidura però sí posteriorment a l'hora de formar govern. ERC perd la seva representació no només a l'Ajuntament de Sant Pere de Ribes, sinó a tots els ajuntaments de la comarca del Garraf i, per tant, al Consell Comarcal. L'estiu del 2013 la regidora d'ICV abandona el govern. El 12 de setembre del mateix any, Blanco anuncia la seva dimissió i Abigail Garrido assumeix la batllia en funcions. El 20 de setembre de 2013, Anna Gabaldà Felipe és elegida batllessa amb els vots d'UM9-CUP, CiU-ViA i ICV; hi renuncià el 18 de juliol de 2014, tal com preveia el pacte de govern subscrit amb CiU-ViA el 2013, i el 24 de juliol era elegit Lluís Giralt i Vidal com a nou batlle.
L'any 2015 és escollida Abigail Garrido i Tinta (PSC) segona alcaldessa de la història de Sant Pere de Ribes. Governa amb majoria simple i fa servir la geometria variable per dur a terme els seus projectes, amb el suport ocasional de Fem Poble, PP i ERC. A les eleccions municipals del 2019 el Partit dels Socialistes de Catalunya guanya per sisena vegada consecutiva. En aquestes eleccions Abigail Garrido i Tinta (PSC) va aconseguir la seva primera majoria absoluta; feia 16 anys de la darrera majoria absoluta al municipi que va ser la de Josep Antoni Blanco i Abad (PSC) l'any 2003.
| |    |   |   |   |   |   |   |   |    | |               |               |               |               |               |               |               |               |               |               |               |
| 1979 | 4  | – | 5 | – | – | – | – | 4 | 13 | Xavier Garriga i Cuadras (UM9)                                                                                             |               |               |               |               |               |               |               |               |               |               |               |
| 1983 | 5  | 1 | 8 | – | – | – | – | 3 | 17 | Xavier Garriga i Cuadras (UM9)                                                                                             |               |               |               |               |               |               |               |               |               |               |               |
| 1987 | 5  | 2 | 9 | – | – | – | – | 1 | 17 | Xavier Garriga i Cuadras (UM9)                                                                                             |               |               |               |               |               |               |               |               |               |               |               |
| 1991 | 7  | 2 | 7 | – | – | 1 | – | 0 | 17 | Josep Antoni Blanco i Abad (PSC)                                                                                           |               |               |               |               |               |               |               |               |               |               |               |
| 1995 | 7  | 1 | 7 | – | 1 | 0 | 1 | – | 17 | Xavier Garriga i Cuadras (UM9)                                                                                             |               |               |               |               |               |               |               |               |               |               |               |
| 1999 | 11 | 2 | 7 | – | 1 | – | – | – | 21 | Josep Antoni Blanco i Abad (PSC)                                                                                           |               |               |               |               |               |               |               |               |               |               |               |
| 2003 | 12 | 1 | 5 | – | 2 | – | 1 | 0 | 21 | Josep Antoni Blanco i Abad (PSC)                                                                                           |               |               |               |               |               |               |               |               |               |               |               |
| 2007 | 9  | 4 | 4 | – | 2 | 1 | 1 | 0 | 21 | Josep Antoni Blanco i Abad (PSC)                                                                                           |               |               |               |               |               |               |               |               |               |               |               |
| 2011 | 7  | 5 | 5 | – | 3 | 0 | 1 | 0 | 21 | Josep Antoni Blanco i Abad (PSC, 2011-2013) Anna Gabaldà Felipe (UM9, 2013-2014) Lluís Giralt i Vidal (CiU-ViA, 2014-2015) |               |               |               |               |               |               |               |               |               |               |               |
| 2015 | 7  | 4 | 4 | 3 | 2 | 1 | 0 | – | 21 | Abigail Garrido Tinta (PSC-CP)                                                                                             |               |               |               |               |               |               |               |               |               |               |               |
| 2019 | 12 | - | 5 | 1 | - | 2 | - | 1 | 21 | Abigail Garrido Tinta (PSC-CP)                                                                                             |               |               |               |               |               |               |               |               |               |               |               |
| 2023 | 13 | - | 3 | 1 | 0 | 0 | 0 | 4 | 21 | Abigail Garrido Tinta (PSC-CP) \|-                                                                                         | Font: Municat | Font: Municat | Font: Municat | Font: Municat | Font: Municat | Font: Municat | Font: Municat | Font: Municat | Font: Municat | Font: Municat | Font: Municat |
| a El 1979, UM9 era una coalició d'independents, PSUC, BEAN, PT i CCOO. El 1999 es presenta en coalició amb Iniciativa per Catalunya. Posteriorment es vinculà a la CUP. El 2019 es presentà dins d'una formació política local de nova creació, anomenada "Construïm", integrada per ViA, UM9-CUP, SI, MES, Moviment Republicà, GER, CDR i Assemblea. b Fem Poble és una agrupació d'electors. c El 1999 es presenta amb UM9. d Inclou: 2 formacions d'independents el 1979 (2 i 1 regidor) i 1 regidor d'UCD, una formació d'independents el 1983 i una candidatura del partit sitgetà Nou Horitzó el 1987. |    |   |   |   |   |   |   |   |    | |               |               |               |               |               |               |               |               |               |               |               |

## Festes
El nucli de Ribes celebra la Festa Major de Sant Pau o d'Hivern el 25 de gener (festivitat de la Conversió de Sant Pau apòstol) i la de Sant Pere o d'Estiu el dia 29 de juny (festivitat de Sant Pere i Sant Pau). La festa d'estiu està documentada al segle xvii i la d'hivern al segle xviii. Els actes principals de la festa es concentren la vigília i el mateix dia dels sants. Els caps de setmana anterior i posterior hi ha actes culturals paral·lels. Ambdues celebracions són considerades festa local, que es traslladen a l'endemà en cas de coincidència amb el cap de setmana únicament a efectes administratius. L'endemà de la Festa Major és dedicat tradicionalment als difunts. El dia posterior a l'endemà de la Festa Major és denominat dia del gos. En destaca el ball de bastons de Ribes.
El nucli de Puigmoltó celebra la seva festa major el cap de setmana més proper a Sant Jaume (25 de juliol).
El nucli de les Roquetes del Garraf celebra la festa major per Santa Eulàlia o Festa Major d'Hivern el 12 de febrer i la de Sant Joan o d'estiu el 24 de juny. El 12 de febrer és festa local, que es trasllada a un altre dia proper quan s'escau un cap de setmana. En el cas de la festa d'estiu, és festa local el 24 de juny; si és festiu arreu del país, però, o bé si s'escau un cap de setmana, la festa local es trasllada a una data propera.
Diverses urbanitzacions del terme celebren les seves pròpies festes a l'agost. El barri del Palou, pertanyent al nucli de Ribes, celebra la seva festa per la Mare de Déu d'agost o Santa Maria (15 d'agost).

## Toponímia

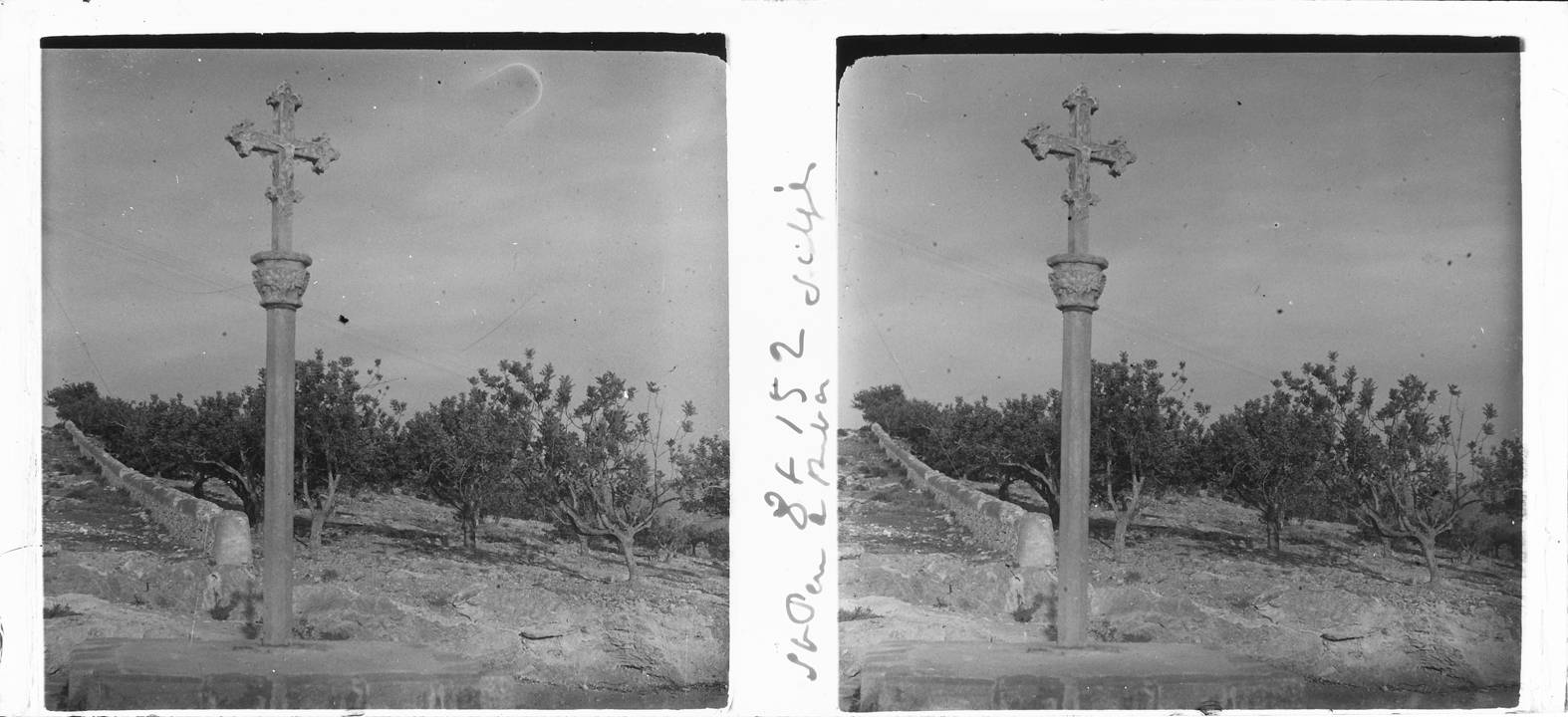
La Creu de Ribes (per als sitgetans, Creu de Sitges per als ribetans), al turó de Santa Bàrbara.

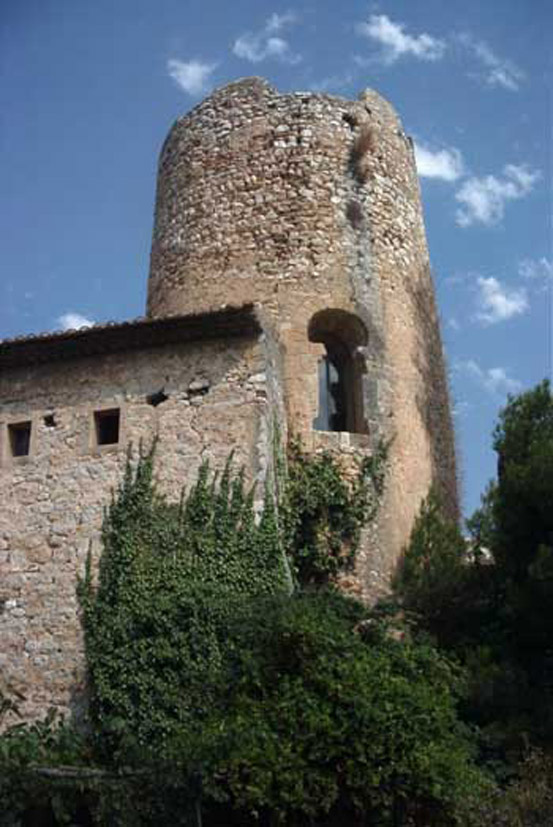
Castell Sota Ribes de Sant Pere de Ribes

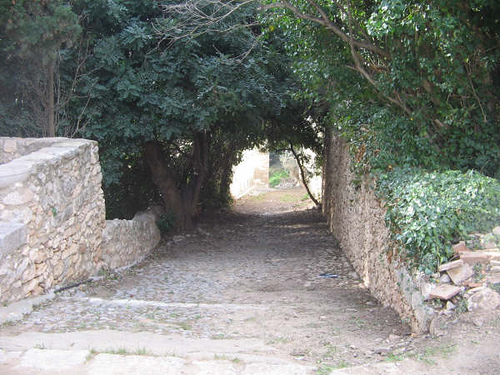
Entrada des del castell a la part antiga de Ribes, Sota Ribes

Escut antic de Sant Pere de Ribes

L'esment més antic sobre el topònim Ribes és documentat en la carta de franqueses i poblament d'aquest terme, datada el 6 de maig de l'any 990. En aquesta carta, signada pel bisbe Vives, s'hi llegeix "castrum nuncupatum Bello loco qui vocitantur Ribas", que traduït al català és "castell anomenat de Bell-lloc, que [també] en diuen de Ribes"
Pel que fa a l'origen del nom Ribes, Josep Balari i Jovany, en el seu treball Orígenes históricos de Cataluña (1897), el relaciona amb el mot llatí ripa, que vol dir 'vora', 'costa' i que en català, a més d'aquests significats, també adquirí el sentit de 'marge', 'cinglera' o 'lloc escarpat', cosa que el fa sinònim de timba. En aquest sentit, s'ha de destacar que en una carta del Papa Silvestre II en què amenaçava d'excomunió Geribert si no se sotmetia a la seva autoritat, s'esmenta el castello de Ripa, forma pseudoculta que va mantenir-se molts anys.
Considerant que el castell de Bell-lloc i el de Ribes són el mateix, es pot deduir que del castell de Ribes se'n va dir així per la seva situació sobre les timbes que formen la riera de Ribes i el torrent de l'Espluga. El nom de Sota-ribes indica, d'acord amb aquesta interpretació, que aquest nucli està situat 'sota les timbes'.
En el text en llatí de la carta de franqueses de Ribes, aquest mot hi és escrit amb la terminació llatinitzant (pròpia de l'acusatiu plural llatí) –as, i també al document de l'any 1039 en què Folc Geribert, fill de Geribert, retornava al bisbe de Barcelona el castell de Ribes. La terminació gràfica –es ja s'empra l'any 1057 en el document pel qual el bisbe Guislabert I de Barcelona i Mir Geribert infeuden el castell de Miralpeix a Arnau Arluví i en què es parla del castro Ribes.
Pel que fa a l'actual topònim de Sant Pere de Ribes, cal esmentar que a la carta de franqueses de Puigmoltó i Llop Sanç de 1333 es diu literalment: Castrum Vetus de Rippis, eclesie Sancti Petri di Rippis i villa de Rippis, i és aquí on per primera vegada es parla de l'església de Sant Pere de Ribes.
A partir de l'any 1714, un cop finalitzada la Guerra de Successió Espanyola, Ribes va esdevenir oficialment San Pedro de Ribas, i va continuar amb aquest nom fins a l'any 1936, en què la Generalitat de Catalunya va fer oficial el topònim Sant Pere de Ribes, remarcant que és Ribes el nucli o part més important del topònim i que Sant Pere s'hi afegeix per a diferenciar-lo de Ribes de Freser. El 1937 la Generalitat va aprovar, a petició de l'Ajuntament, que el poble es digués Ribes del Penedès. Després de la Guerra Civil el nom oficial de Ribes va tornar a ser San Pedro de Ribas fins que, acabada la dictadura del general Franco, es va oficialitzar el nom actual.

## Fills i filles il·lustres
- Guillem de Ribes (segle xii): trobador i senyor del castell de Ribes.
- Pere Cuadras i Feixes (1834-1902): batlle entre 1890 i 1894.
- Guiomar Amell i Amell (1938), consellera i activista cultural
- Aitana Bonmatí i Conca (1998): futbolista del FC Barcelona (femení).

## Mitjans de comunicació
L'Altaveu és una revista mensual i gratuïta editada per l'empresa Pin Ups. L'Altaveu és un mitjà de comunicació plural que es va crear per iniciativa privada el març del 2004. Toca qüestions d'interès popular i es distribueix a Ribes i a les Roquetes.
El Cancell fou un mitjà digital de Sant Pere de Ribes propietat de l'associació sense ànim de lucre Ribes Internet. Fou creat per a fer de vincle amb l'actualitat pel portal ribes.org i es va publicar de maig de 2001 al 20 de desembre de 2007. No es considerava premsa professional, més aviat continuava la tradició de publicacions locals fetes per voluntaris al llarg del segle xx. S'actualitzava quasi diàriament. S'hi van publicar 4031 notícies. Les seccions de la publicació eren: portada, cultura, poder local, comunicació, medi, esports, societat, economia, opinions i editorial. Disposava d'un inventari multimèdia denominat Mediacast.
El Carrer, revista social i cultural va començar a publicar-se el gener de 2021.

## Cultura, entitats i associacions
A Sant Pere de Ribes hi ha els equipaments culturals públics de la Biblioteca Pùblica Manuel de Pedrolo i l'Arxiu Municipal. També compta amb el Centre Parroquial de Sant Pere de Ribes, el GER Entitat Cultural i Esportiva, Els Xulius - Centre Social Ribetà.
Dins el terme municipal de Sant Pere de Ribes, el 1923 es construí l'autòdrom de Terramar, que va estar en funcionament aproximadament fins 1936.
De 1978 a 1999, a la finca Mas Solers s'hi establí el Gran Casino de Barcelona.
En esports destaca el Club Waterpolo Garraf, un club de waterpolo fundat l'any 2014 a Sant Pere de Ribes. Actualment el primer equip competeix a la Lliga Catalana (2a divisió, grup B).